# Callomyia elegans
Callomyia elegans är en tvåvingeart som beskrevs av Johann Wilhelm Meigen 1804. Callomyia elegans ingår i släktet Callomyia och familjen svampflugor. Arten är reproducerande i Sverige. Inga underarter finns listade i Catalogue of Life.